# Puente José León de Carranza
El puente José León de Carranza (más conocido como puente Carranza) es un puente que une las orillas de Cádiz y el municipio de Puerto Real (provincia de Cádiz) a través del saco interior de la bahía de Cádiz. La distancia salvada forma parte del trazado de la N-443. Era uno de los dos únicos accesos a Cádiz por el continente hasta la construcción del nuevo puente de la Constitución de 1812. Además de la distancia salvada, este puente es especialmente singular por salvar un vano de 90 m mediante dos hojas basculantes, de las más grandes de Europa.

## Constitución
Con una longitud de 1400 m, el puente José León de Carranza se apoya sobre veintisiete pilas formada cada una por 5 pilotes de 1,37 m de diámetro y una altura de entre 25 y 45 m, según la profundidad de su ubicación, hechos de hormigón pretensado y hueco. La luz entre cada una de estas pilas alcanza los 45 m, distancia salvada por las vigas sobre las que se asienta el puente, también hechas de hormigón pretensado, cuyas dimensiones indican una cabeza de 1,90 m y un canto de 2,75 m, así como una masa de 150 toneladas. 
Cuenta con una zona central móvil para el paso de buques hacia la base militar de La Carraca y los astilleros de San Fernando (Cádiz), cuya altura máxima es de 18 m sobre el nivel de las aguas y cuya amplitud es de unos 90 m con dos hojas contrapesadas que son accionadas hidráulicamente. El peso aproximado de cada hoja es de 300 toneladas, las cuales, junto a su contrapeso, se sitúan en torno a las 1200 toneladas.
Originalmente diseñado para albergar dos carriles de transporte rodado, dos ferrocarriles, dos pasos para peatones y otros dos para ciclistas, la falta de presupuesto vio mermada esta variedad de paso hasta la reducción a los dos primeros. En el año 2007 los dos carriles pasaron a tres, dejando el carril central como carril reversible.

## Historia

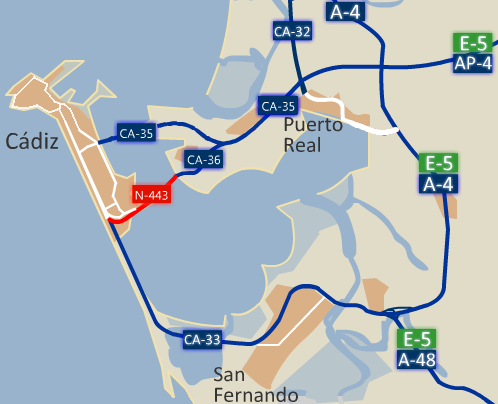
Antes de la construcción del puente, quienes debían ir hasta Cádiz procedentes del norte de la provincia se veían obligados a recorrer la ruta señalada de color azul (A-4 y CA-33), aún vigente por su uso para la entrada en San Fernando. La distancia salvada por el puente, remarcado en color rojo, reducía ésta en cerca de 20 km.

Salvar el antiguo y obligatorio rodeo a la bahía de Cádiz por San Fernando fue el objetivo principal del levantamiento de alguna estructura que permitiese la conexión directa entre Cádiz y Puerto Real (Cádiz) Sin embargo, dicha conexión no pretendía llevarse a cabo para facilitar exclusivamente la comunicación entre sus habitantes, sino más bien para mejorar el transporte de todas aquellas mercancías que llegaban al Puerto de Cádiz, bien hacia el interior peninsular, bien hacia destinos de ultramar[cita requerida].
Contando casi desde el inicio de su proyección con la negativa de las distintas alcaldías cañaíllas y dentro de un ambiente poco propicio económicamente para obras de tal calado, puede comprenderse la tardanza en la ejecución de unas obras consideradas uno de los símbolos  de la capital[cita requerida].

### Primer proyecto
Con Ramón de Carranza como alcalde de Cádiz, el ingeniero de Caminos, Canales y Puertos Eduardo Torroja se encarga de diseñar el futuro puente, con bases en el castillo de San Lorenzo del Puntal, en Cádiz, y la isla del Trocadero, en Puerto Real. Planteado éste en diciembre de 1927, es dado a conocer en el Ayuntamiento en sesión de 5 de enero de 1928 y, tras terminar el proyecto, es presentado en la Jefatura de Obras Públicas de Cádiz y, más tarde, en el Ministerio de Fomento.
En este proyecto, el ingeniero madrileño prevé un puente de hormigón de 1250 m de longitud, con cuarenta tramos de 20 m de vano y una zona central con seis tramos metálicos, con piso de hormigón, uno de los cuales, con dos subtramos de 57 m de luz y giro sobre eje vertical, permitiría el paso a los buques que se dirigieran o procedieran del Arsenal de la Carraca. 
 En cuanto a la anchura del puente, incluía un paso para la vía del ferrocarril, una carretera de 6 m de ancho y dos andenes para peatones.
Sin embargo, varios motivos impiden el lanzamiento del proyecto: Antes de construir el puente, los diferentes ayuntamientos de San Fernando tuvieron en común la reprobación del proyecto. La carretera Cádiz-Madrid, que pasaba por el término a través de la calle Real, y la red de ferrocarril
suponían ciertos beneficios en el comercio cañaílla, pues cualquiera que deseara ir a la capital o salir de ella se veía obligado a pasar por allí, y en ocasiones, a alojarse [cita requerida]. Por otro lado, una comisión de la Cámara de Comercio (ya hemos visto que el interés del puente es más mercantil que comunicativo), a petición del Ministerio de Fomento, comenta que, aunque «no podemos oponernos al referido proyecto […] manifestamos que no sentimos grandes entusiasmos por la obra por creer, ciñéndonos al presente, que lo que resuelve ha de producir un aumento tan poco sensible al tráfico comercial que no compensa quizá el enorme gasto de la obra».
Tras este primer proyecto fallido, será el alcalde José León de Carranza quien, a lo largo de su mandato en la alcaldía de Cádiz, promueva todos los posibles diseños de comunicación entre las dos ciudades.

### "Posibilidades" de Durán Tovar

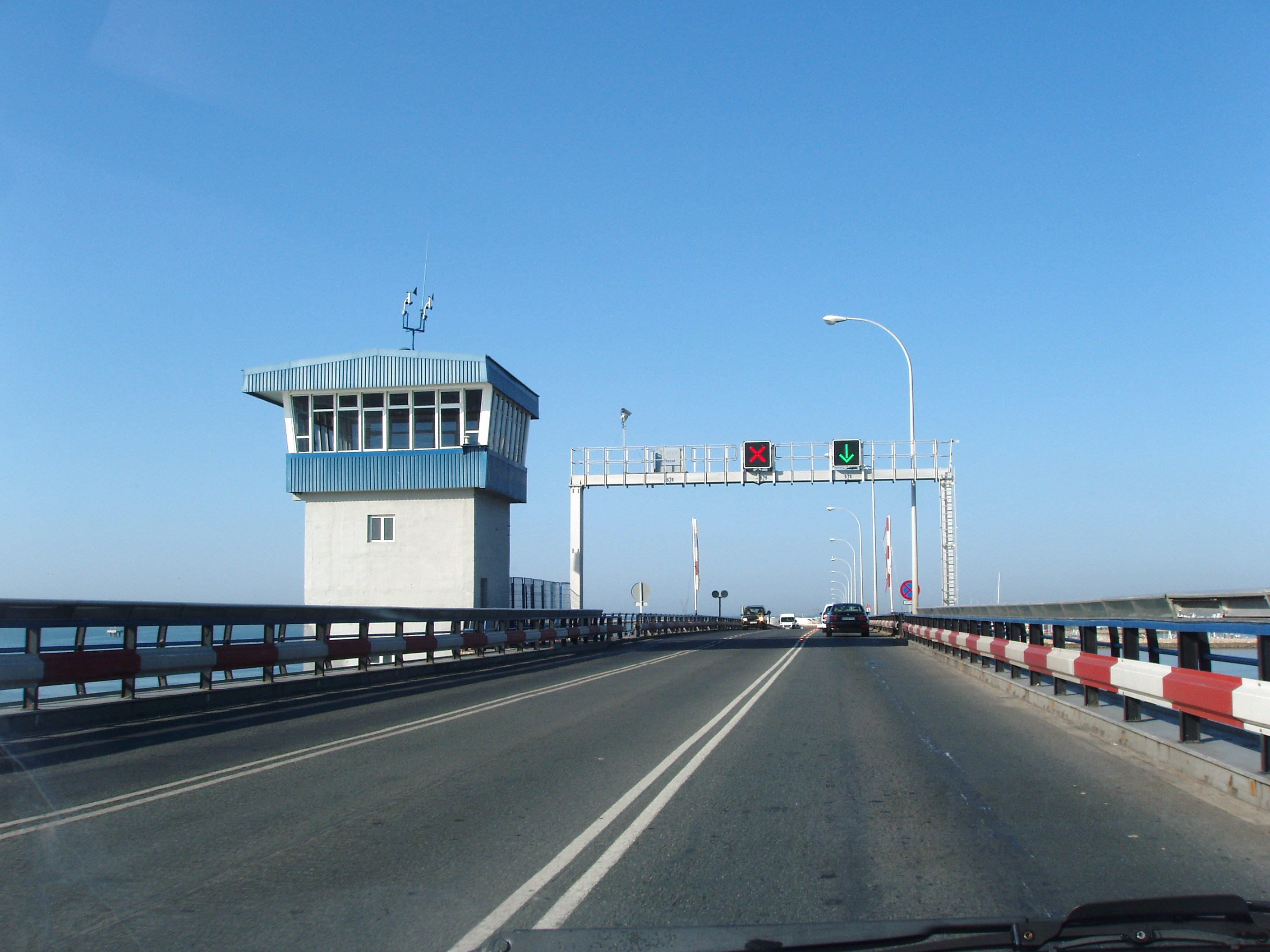
Mitad del puente Carranza. Zona levadiza

Al poco tiempo de llegar a la alcaldía, desde el 8 de febrero de 1948, Carranza hijo vuelve a interesarse en el proyecto que dejó colgado su padre tras su muerte. 
Otro ingeniero de Caminos, Canales y Puertos, Antonio Durán, redactó por aquel entonces un estudio acerca de la reducción de distancia entre Cádiz y el interior peninsular, así como la potenciación de las comunicaciones comerciales de la zona. En el apartado sobre el enlace, que propone entre el castillo de Puntales y Matagorda, algo más al norte de la propuesta de Torroja, da cinco diferentes soluciones:
- Servicio de ferrys entre los puntos propuestos y entre el puerto de Cádiz y El Puerto de Santa María (Cádiz), el cual presenta las incertidumbre de las irregularidades propias de las mareas.[7]
- Construcción de un puente móvil, que podría quedar inutilizado en caso de guerra, posibilidad muy tenida en cuenta por la posición estratégica del Arsenal de la Carraca.[7]
- Levantamiento de un puente fijo, con el riesgo de sufrir aterramientos en la bahía que afectaran a los barcos que tuvieran que atravesarla o que atracar en sus puertos.[7]
- Relleno del saco interior de la bahía, inutilizando el Arsenal de la Carraca u obligando su traslado, al cual irían unidos el dragado de la red de caños que desemboca en Caño de Sancti Petri y la desaparición del Puente Zuazo.[7]
- Comunicación de las dos orillas mediante un túnel submarino.

El autor de la memoria opta por esta última opción y describe la construcción de un par de túneles cilíndricos paralelos por debajo del agua, hechos mediante cajones de hormigón armado con una dimensión, cada uno, de 11,40 m de diámetro (9 m y 9,20 m utilizables respectivamente) y en los que tendrían cabida vehículos y peatones en uno de ellos y trenes en el otro. Los túneles estarían sumergidos entre los 12,20 y los 23,60 m bajo el nivel del mar y serían construidos en el exterior para, más tarde, ser llevados flotando sobre las zanjas de su final ubicación.
Debido al interés del Ayuntamiento en el informe del ingeniero, decide publicárselo en 1950; sin embargo, con la ampliación de los terrenos ganados al mar de la Zona Franca e incluso habiéndolos tenido en cuenta a la hora de emplazar el túnel, se desechan las opciones de Durán Tovar por falta de espacio para llevar a cabo sus planes.
No obstante, el nombre del futuro fundador de Dragados deja buenas sensaciones como para que el Ayuntamiento lo tenga en cuenta en futuros proyectos.

### Proyectos posteriores

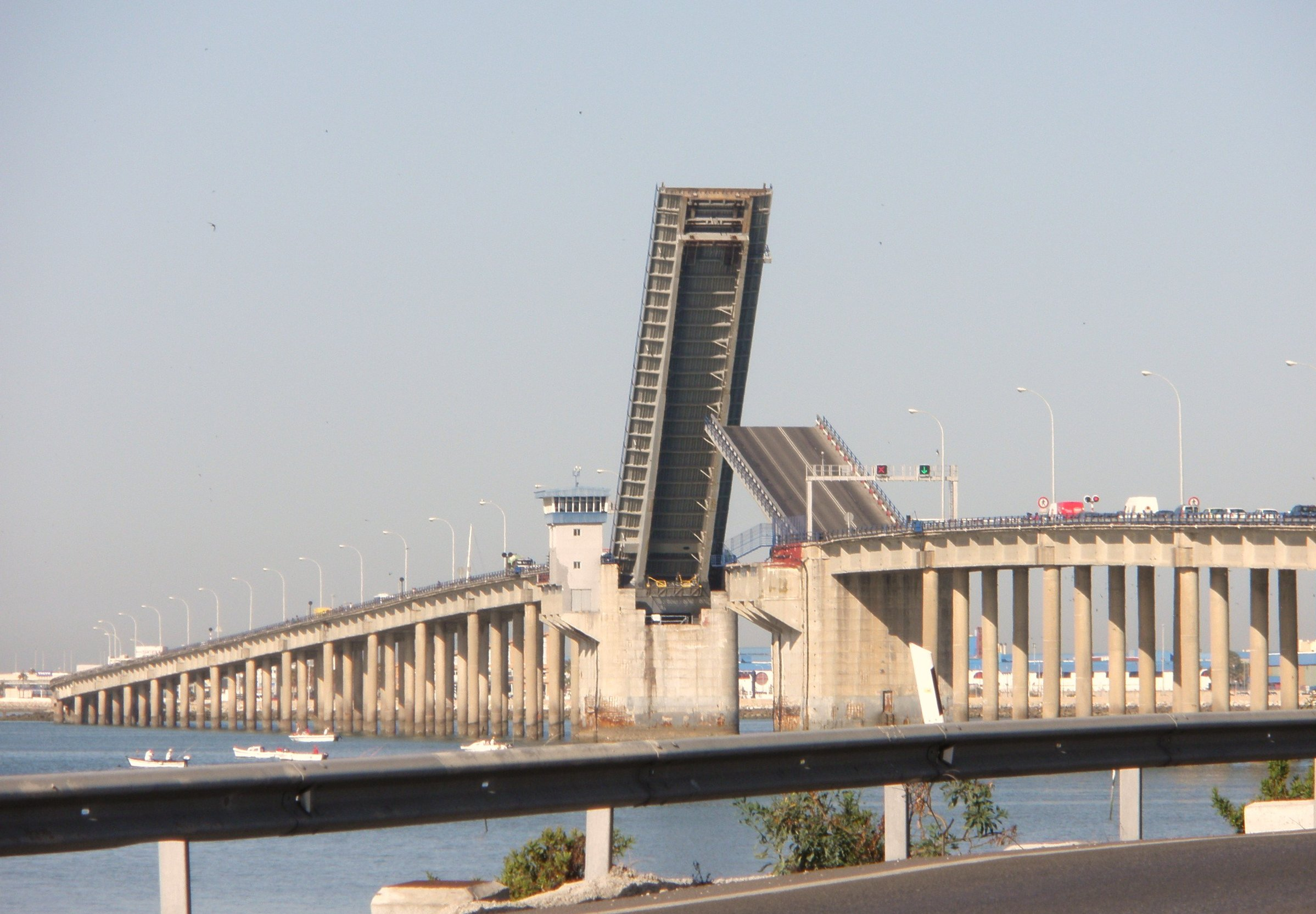
Puente Carranza abierto para el paso de un buque

La reducción de espacio impuesta por la ampliación de terreno que conllevaba la Zona Franca obliga a la proyección de otra clase de enlace. El mismo Torroja retoma, durante los años 50, la alternativa del puente entre Cádiz y Puerto Real, con sendas rampas de acceso en cada población. En la memoria de este proyecto, cuya longitud disminuye hasta los 800 m, se tiene en cuenta un tramo móvil, que permite el paso de los barcos que entran en la bahía, de 60 m de luz, y se establece que la luz entre pilas sea de 40 m. Así mismo, el puente abarcaría tráfico rodado y de trenes, así como carriles especiales para peatones y ciclistas.
A este proyecto, presentado oficialmente en el Ayuntamiento de Cádiz y ante el gobernador civil el 15 de febrero de 1959, se le unen varios estudios que justifican su construcción o que colaboran en ella, como sondeos del subsuelo, controles de tráfico (bien terrestre, bien marítimo) o estudios económicos que verifiquen la rentabilidad del puente.
Sin embargo, tras la aprobación del Consistorio y su presentación en el Ministerio de Obras Públicas para solicitar la concesión de la construcción, la conservación y la explotación del puente, el 7 de septiembre de 1963 acepta ésta con la condición de que se produzca la modificación de varios apartados, como un aumento de la luz del tramo móvil a un mínimo de 80 m que permita el paso de los buques con mayor comodidad, la reducción del número de pilas de tal forma que aumente la distancia de las luces o el establecimiento de un sistema de comunicación con la Comandancia Militar de Marina de La Carraca, en San Fernando, entre otros cambios.
Finalmente, el 21 de mayo de 1964, el Ministerio concede, mediante Decreto 1595/64, la construcción del puente al Ayuntamiento gaditano, aunque más adelante, deberán modificarse algunos aspectos.

### Puente definitivo
Entre 1964 y 1965, se da a conocer el proyecto definitivo del puente, con las modificaciones necesarias. Esta vez no es Durán Tovar quien hace el proyecto, pero sí recomienda la intervención de los ingenieros de Caminos Tirado Cruz, López Jamar y Janini Cuesta bajo idénticas cláusulas de contrato. Como parte de la compañía "Internacional de Ingeniería y Estudios Técnicos S.A." ("INTECSA", de aquí en adelante), dan a conocer el proyecto definitivo al Ayuntamiento el 12 de abril de 1965, según el cual, el puente se alargaría hasta los 1400 m, disponiendo de veintisiete pilas con cinco pilotes cada una unidas por cabeceros de hormigón pretensado, donde se apoyarán las vigas del
tablero, y una parte móvil de dos hojas levadizas con una luz de 90 m, superior a lo que en su momento se pidió desde Comandancia de Marina.
El futuro puente sobre la bahía de Cádiz queda entonces aprobado por el gobierno local y es mandado a tramitación del Ministerio de Obras Públicas a finales de año.
Desde finales de 1965 y a lo largo de 1966, se van conociendo las aprobaciones de distintos organismos competentes, como la Dirección General de Carreteras y Caminos Vecinales o el Ministerio de Obras Públicas. Asimismo, el Ayuntamiento concede por concurso la contrata de la obra a Dragados y Construcciones el 22 de septiembre de 1966, tras un informe a su favor del ingeniero de Caminos municipal Escario y Núñez del Pino. El tramo móvil  es también adjudicado a Dragados, pero en proyecto específico y con la colaboración de la empresa alemana "Rehintal Union Brucozemban Ag.", en sesión del 21 de octubre de 1966.
Con ocasión de la construcción de este puente Dragados utiliza como novedad para bombear el hormigón unas barcazas en las que el árido era embarcado y procesado in-situ para posteriormente ser bombeado desde la misma hasta las pilastras y cajones submarinos sobre los que se asienta el puente. Uno de los encargados de estas barcazas fue D. Manuel Peralta Prieto, mecánico de maquinaria civil y gran empleado de Dragados en obras tan importantes como la base naval de Rota o el aeropuerto de Almería, su iniciativa le llevó, anticipándose a sus tiempos, a añadir a la estructura de las barcazas un armazón para proteger a los operarios de las mismas en caso de accidente.
Pocas semanas antes de la puesta en marcha del levantamiento del puente, surgen discrepancias con la empresa "Salinera Española S.A.", por posibles perjuicios en las salinas entre San Fernando y Cádiz, con el Ramo de Guerra del Ejército, por un cambio de parcelas para la ubicación del puente, y con "Herederos de Ángel Escoriaza", por otra propiedad necesaria para situar los accesos al puente. Los distintos problemas se solucionan en los meses siguientes.
El 28 de noviembre de 1966, el Ministerio de Obras Públicas ordena que empiecen las obras, para lo cual, el Ayuntamiento de Cádiz organiza una celebración para situar la primera piedra del puente ese 8 de diciembre. Dos años y medio después, a pesar de las predicciones de que la construcción llevaría cuatro años, el puente José León de Carranza se inaugura el 28 de octubre de 1969, entrando en servicio el 4 de noviembre de aquel año.

## Financiación

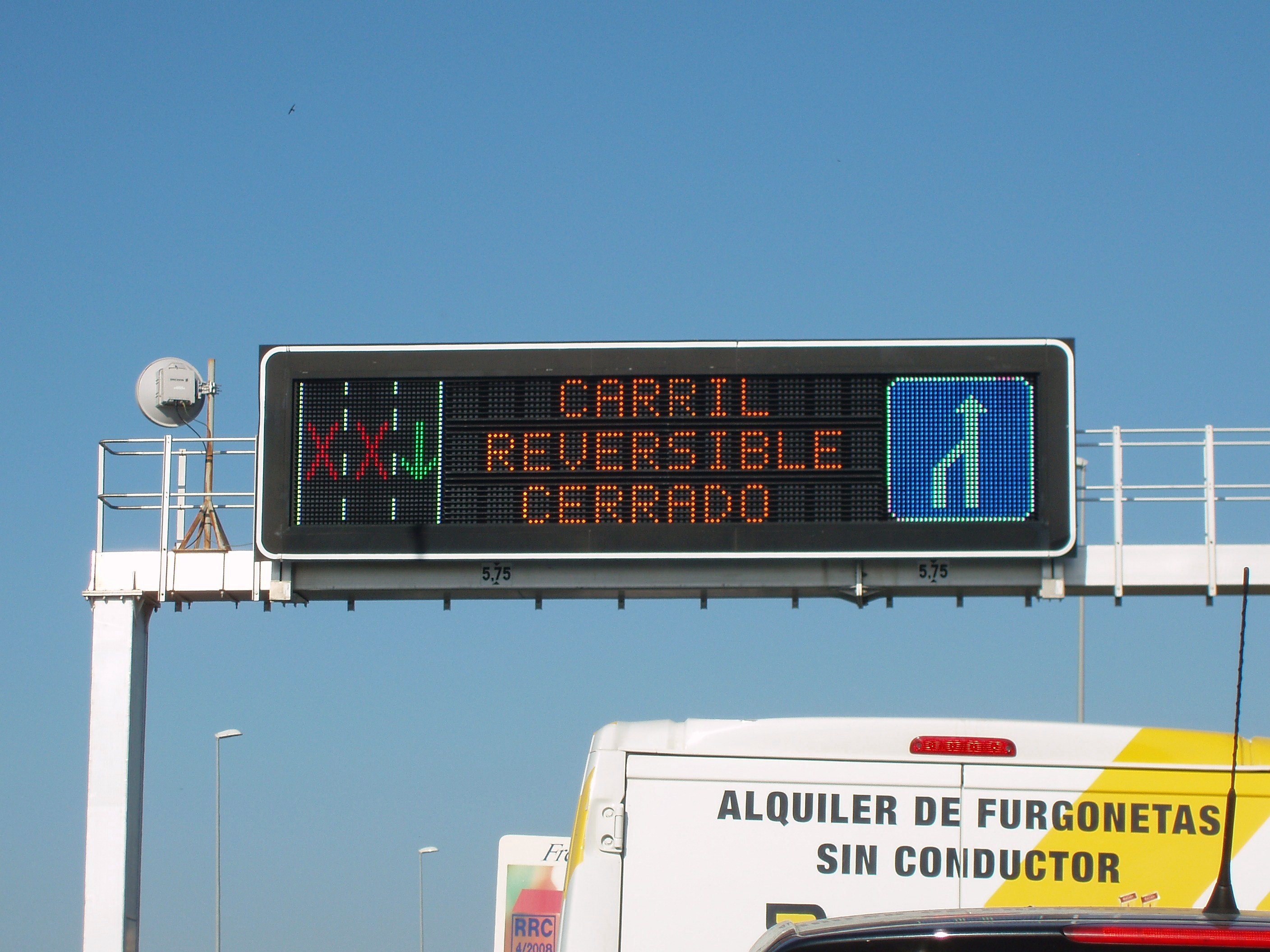
Señalización de carril reversible sobre el puente Carranza

Muchos fueron los cálculos realizados para conocer de la forma más exacta posible la rentabilidad del puente; al fin y al cabo, fue planeado para rebajar el encarecimiento de los precios de los productos que entraban y salían de la ciudad a consecuencia del gran rodeo alrededor de la bahía de Cádiz. La magnitud de la obra impedía que el Ayuntamiento de Cádiz estuviera capacitado para financiarla, lo cual, junto a los acontecimientos sociopolíticos, forzó al retraso de ésta.
La estructura diseñada por el ingeniero de Caminos Eduardo Torroja a finales de 1927 salía por 12.647.252,93 pesetas, a lo cual habría que sumar, por ejemplo, las 25.000 pesetas que cobraría el ingeniero por redactar un proyecto definitivo que no acabaría por ver la luz.
Cuando la situación se halla más calmada y empiezan a verse proyectos como el de Durán, han pasado más de treinta años. En 1959, su segundo proyecto asciende a 293.966.225,60 pesetas. Con la mira puesta en la recuperación de esa cantidad, comienzan a establecerse las futuras tarifas de peaje del puente, quedando éste pagado, según cálculos del propio Ayuntamiento, en unos cuarenta años, a partir de los cuales comenzaría a recibir los primeros beneficios de la construcción.
Sin embargo, no todos los datos que se manejan se corresponden con el peaje. Si el Consistorio iba a encargarse de organizar la obra, debía pagar de antemano a la futura empresa que levantara el puente el importe del mismo y, más tarde, comenzaría a serle retribuido con el citado peaje. Es por ello por lo que el alcalde Carranza hijo se pone en contacto, una vez es concedida la obra, con el Banco de Crédito Local de España en Cádiz, del que recibe un préstamo de cuatrocientos millones de pesetas cuyas condiciones han sido aprobadas en Pleno el 23 de junio de 1965, pero que por problemas respecto a las condiciones ya firmadas entre el Ayuntamiento y el Banco, no llegará a darse hasta el 23 de julio de 1966.
Para pesar de los organizadores, a inicios de 1969, el préstamo ha sido completamente agotado, por lo que se estudia pedir una ampliación, por valor de 135.000.000 pesetas que, ni así, consigue pagar la obra. Hasta 680.463.210,45 pesetas llega el montante de la obra en el mismo año de su fin, 1969. No obstante, al no estar acabada, el Ayuntamiento se ve obligado a buscar fondos más allá de las entidades bancarias. En mayo de 1969, muere Carranza, por lo que deberá ser otro, el alcalde Jerónimo Almagro, quien se haga cargo de rematar la obra del puente.
Almagro sopesa, entre otras opciones, la concertación de la explotación del puente por parte de una empresa privada, al contrario que Carranza, quien pensó en la explotación pública del Ayuntamiento. El Ayuntamiento recibe entonces una oferta de "Bética de Autopistas S.A.", en la que se ofrece a pagar los costes restantes de la construcción del puente a Dragados y los propios de mantenimiento y personal a cambio de recibir los beneficios del peaje sobre el puente (salvo una parte destinada al Ayuntamiento). El pleno del 25 de septiembre de 1969 aprueba la adjudicación, finalmente, de la explotación del puente a la empresa citada.
Ya inaugurado el puente, el peaje entra en funcionamiento el 4 de noviembre de 1969. En 1982 el peaje deja de operar y es entonces cuando el MOPU reconoce que hace falta construir un nuevo puente.

## Incidentes
Es conocido por ser punto clave de acceso a Cádiz, y por haber sido cortado durante las movilizaciones de Astilleros y Delphi.[cita requerida]

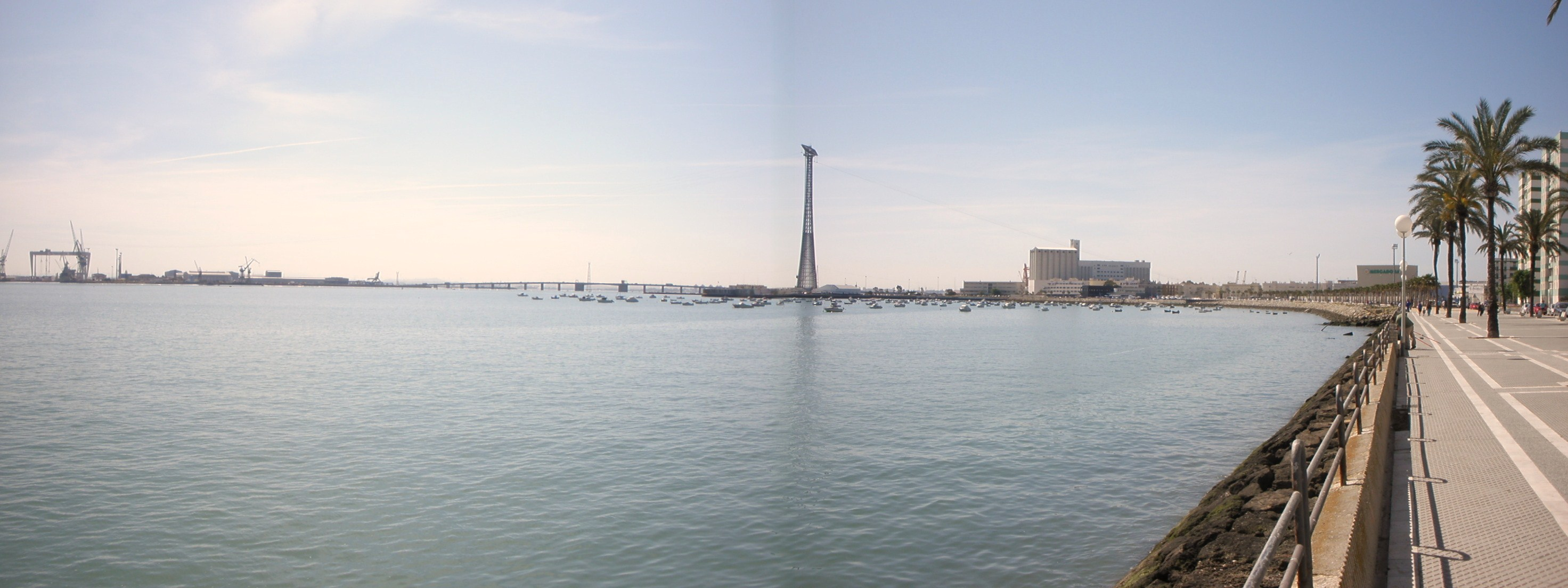
Panorámica de la bahía de Cádiz, incluyendo el puente Carranza y uno de los pilones de Cádiz
en Street View